# Цур, Давид
Давид Цур (1959, Турция) — израильский военный, генерал-майор.
1965 г. — репатриировался с семьей в Израиль.
С 1980 г. — служил в контртеррористическом подразделении ЯМАМ.
1991—1995 гг. — являлся командиром ЯМАМ.
1996 г. — был консультантом американских спецслужб и правоохранительных органов по вопросам обеспечения безопасности Олимпийских игр в Атланте.
2000—2002 гг. — возглавлял Оперативный штаб при канцелярии министра внутренней безопасности (Шломо Бен-Ами, а затем Узи Ландау). В этом качестве выполнял связующую роль между правительством и полицией на начальном этапе интифады «Аль-Акса». Кроме того, участвовал в активизации сотрудничества в сфере безопасности между Израилем и США после терактов 11 сентября.
Август 2002 г. — был назначен командующим Пограничными войсками (МАГАВ).
Июнь 2004 г. — возглавил Тель-авивский округ полиции. 19 апреля 2007 года ушёл в отставку в звании генерал-майора.